# Elecciones generales de Uruguay de 1930
Las elecciones de 1930 llevadas a cabo en Uruguay el domingo 30 de noviembre de ese año, tenían como propósito la elección del gobierno nacional, y de parte de los miembros del Poder Legislativo.

## Generalidades
El periodo presidencial de Juan Campisteguy terminaba con normalidad pero en medio de los efectos de la crisis económica del 29, que se agravó con el paso de los meses. También, la muerte de José Batlle y Ordoñez en 1929 había causado conmoción dentro del Partido Colorado y repercutió en sus candidaturas.
De acuerdo con la Constitución de 1918, se votaron los cargos de Presidente de la República (que solo tenía potestad en las áreas de Seguridad Interna, Defensa y Diplomacia) y de un tercio del Consejo Nacional de Administración (con potestad en la economía y finanzas)
Nuevamente hubo un triunfo electoral del Partido Colorado en la postulación presidencial; el candidato ganador, Gabriel Terra, asumió el 1º de marzo de 1931. En tanto, el Consejo Nacional de Administración pasó a ser presidido por Juan P. Fabini.
Junto a la elección del Poder Ejecutivo, se votaron los cargos de parte de los miembros del Poder Legislativo.
Una curiosidad de aquellos comicios fue que las listas de los partidos no se identificaron con números sino con letras. Así, en el Partido Nacional, Herrera presentó las listas A, C, E y F, en tanto Lamas llevó la B y la D. Los colorados tuvieron las listas M, Ñ, O, S, T, U e Y. El Partido Comunista tuvo listas con P y N.

## Candidatos
Dentro del Partido Colorado, la muerte de Batlle provocó la división del batllismo en dos candidaturas; una mayoritaria, la que postuló a Gabriel Terra, y otra que, encabezada por Federico Fleurquin, tenía el apoyo del diario El Día que habían heredado los hijos de Batlle (César, Rafael y Lorenzo). Mientras tanto, el sector del riverismo fue encabezado por su histórico líder, Pedro Manini Ríos. Los batllistas, con la idea de mantener los votos riveristas dentro del lema (Partido Colorado), llegaron al acuerdo de concederle la Presidencia de la República a Pedro Manini Ríos si su sector aportaba el 17,5% de los votos colorados.
Mientras tanto, el Partido Nacional tuvo dos candidaturas; la del caudillo nacionalista Luis Alberto de Herrera y la de Eduardo Lamas, esta última la del "sector doctoral" representando al "radicalismo blanco".
También participó el Partido Comunista del Uruguay con una magra votación.
El Partido Colorado obtuvo la victoria con un 52,02% de los votos (165.827). De los cuales, la candidatura de Gabriel Terra obtuvo 136.832 y la de Fleurquin unos 8.340. Mientras tanto, Pedro Manini Ríos obtuvo 28.882 votos, el 17,42% de los votos dentro del Partido Colorado, no logrando por escaso margen el 17,5% acordado para lograr ser electo en la Presidencia de la República.
Ver la colección de hojas de votación en el sitio web de la Corte Electoral.
| Partido político  | Lista | Candidato presidencial  | Votos obtenidos | Votos totales | Porcentaje |
| ----------------- | ----- | ----------------------- | --------------- | ------------- | ---------- |
| Partido Colorado  | ?     | Gabriel Terra           | 136.832         | 165.827       | 52,02 %    |
| Partido Colorado  | ?     | Pedro Manini Ríos       | 28.882          | 165.827       | 52,02 %    |
| Partido Colorado  | ?     | Federico Fleurquin      | 8.340           | 165.827       | 52,02 %    |
| Partido Nacional  | ?     | Luis Alberto de Herrera | 132.345         | 150.642       | 47,26 %    |
| Partido Nacional  | ?     | Eduardo Lamas           | 18.087          | 150.642       | 47,26 %    |
| Partido Comunista | ?     | Eugenio Gómez           | 2.291           | 2.291         | 0,72 %     |

## Consejo Nacional de Administración
| Partido              | Votos   | %      | Miembros Electos | Miembros totales |
| -------------------- | ------- | ------ | ---------------- | ---------------- |
| Partido Colorado     | 165,828 | 52.14  | 2                | 6                |
| Partido Nacional     | 149,978 | 47.15  | 1                | 3                |
| Partido Comunista    | 2,258   | 0.71   | 0                | 0                |
| Total                | 318,064 | 100,00 | 3                | 9                |
| Votantes Registrados | 398,169 | -      | -                | -                |
| Fuente:              |         |        |                  |                  |

## Senado
Se eligieron miembros del colegio electoral de senadores para los departamentos de Rocha, Treinta y Tres, Rivera, Río Negro, Flores y Tacuarembó. Sobre por qué habían 18 senadores en ese momento se debió a que en las elecciones de 1926 no fue electo un senador por Salto debido a la falta de acuerdo en el consejo electoral de senadores del departamento.
| Partido o lema        | Votos                 | %                     | Senadores obtenidos   | Senadores totales     | +/-                   |
| --------------------- | --------------------- | --------------------- | --------------------- | --------------------- | --------------------- |
| Partido Nacional      | 25,575                | 52.81                 | 4                     | 11                    | -1                    |
| Partido Colorado      | 22,565                | 46.60                 | 2                     | 7                     | +1                    |
| Partido Comunista     | 287                   | 0.59                  | 0                     | 0                     | 0                     |
| Total                 | 48,427                | 100.00                | 6                     | 18                    | 0                     |
| Fuente:               |                       |                       |                       |                       |                       |
| Presidente del Senado |                       |                       |                       |                       |                       |
| Titular               | Titular               | Titular               | Electo                | Electo                | Electo                |
| Juan Bautista Morelli | Juan Bautista Morelli | Juan Bautista Morelli | Juan Bautista Morelli | Juan Bautista Morelli | Juan Bautista Morelli |
| Partido Nacional      | Partido Nacional      | Partido Nacional      | Partido Nacional      | Partido Nacional      | Partido Nacional      |

## Elecciones municipales
Simultáneamente se eligieron 19 gobiernos departamentales. 